# Otto von Groote

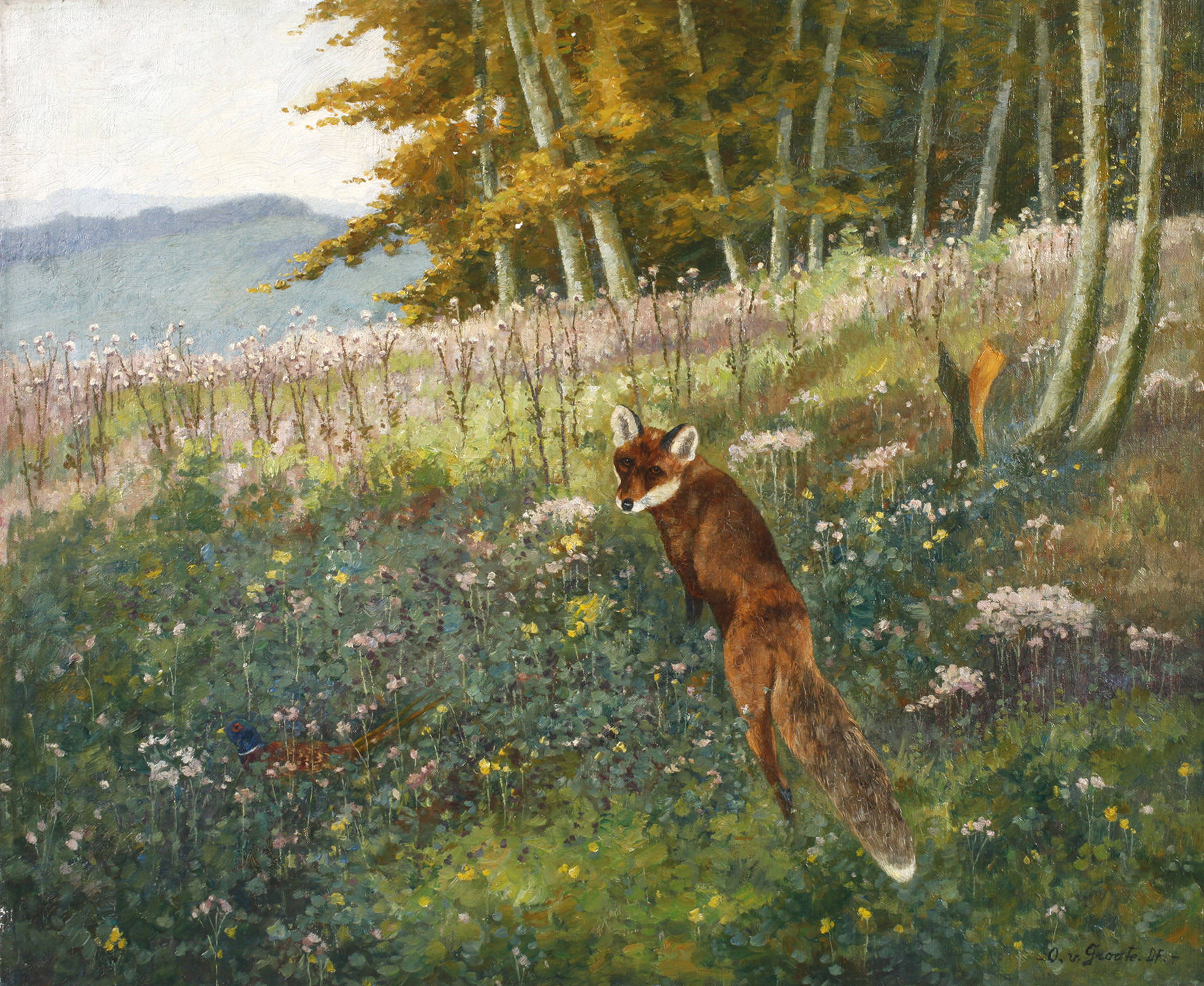
Reinecke auf Pirsch

Philipp Heinrich Hubert Otto von Groote (* 7. Februar 1883 in Trier; † 31. Juli 1943 in Bingen am Rhein) war ein deutscher Landschafts-, Jagd-, Tier-, Stillleben- und Interieurmaler sowie Radierer der Düsseldorfer Schule.

## Leben
Von Groote, Spross des Adelsgeschlechtes Groote und Sohn des Königlichen Oberforstmeisters Joseph von Groote, studierte an der Kunstakademie Düsseldorf Malerei. Dort waren Willy Spatz, Fritz Roeber und Peter Janssen der Ältere seine Lehrer. Von Groote war in Düsseldorf als freischaffender Maler tätig. Studienreisen führten ihn in die Schorfheide, in die Eifel, in den Harz und in den Westerwald. Ab 1907 beschickte er den Münchner Glaspalast sowie Ausstellungen in Berlin, Köln und Düsseldorf. Von 1905 bis 1943 war er Mitglied im Künstlerverein Malkasten. Außerdem gehörte er der Allgemeinen Deutschen Kunstgenossenschaft und dem Verein zur Veranstaltung von Kunstausstellungen in Düsseldorf an. Von Grootes Schaffen stand unter dem Eindruck einer impressionistischen Kunstauffassung. Durch seine Schwester Agnes Maria (1875–1948) wurde er 1905 Schwager des Malers Max Volkers.